# Попаль, Али Ахмад
Али Ахмад Попаль (22 февраля 1916, Кабул — 21 ноября 2004, Германия) — государственный деятель Афганистана.

## Семья и образование
Отец — Мохаммад Мокаррам.
Окончил лицей «Неджат» в Кабуле (с преподаванием на немецком языке), Йенский университет (Германия), имел степень доктора философии.

## Карьера
- С 1942 — преподаватель географии.
- В 1946 — директор лицея «Неджат».
- С 1946 — директор педагогического училища.
- В 1949—1951 — начальник управления в министерстве просвещения.
- В 1952—1956 — заместитель министра просвещения.
- В 1956—1964 — министр просвещения в правительствах Мохаммада Дауда и Мохаммада Юсуфа. Внёс значительный вклад в развитие системы образования в стране.
- В 1963—1964, одновременно, второй заместитель премьер-министра.
- В 1964—1966 — посол в ФРГ.
- В 1966—1967 — посол в Турции.
- В 1967—1968 — заместитель премьер-министра и министр просвещения в правительстве Нур Ахмада Эттемади. В 1968 был введён в действие закон об университетах, запрещавший преподавателям и студентам заниматься политической деятельностью. Массовые студенческие демонстрации протеста привели к отставке Попаля и отмене закона.
- В 1969—1974 — посол в Пакистане. После свержения монархии в 1973 и установления режима Мохаммада Дауда остался на дипломатической службе.
- В 1974—1977 — посол в Японии.
- В 1977—1978 — посол в СССР.

## После ухода в отставку
После государственного переворота 1978 (так называемой Саурской — Апрельской — революции) ушёл в отставку. Жил в Кабуле, не занимался политической деятельностью, не сотрудничал с находившейся у власти просоветской Народно-демократической партией Афганистана (НДПА). Затем эмигрировал из страны, поселился в Германии.